# Super Mario Land 2: 6 Golden Coins
Super Mario Land 2: 6 Golden Coins (スーパーマリオランド2 6つの金貨, Sūpā Mario Rando Tsū Muttsu no Kinka) é um jogo eletrônico de plataforma, lançado em 1992 para Game Boy, continuação de Super Mario Land. Em Super Mario Land 2, o jogador assume o papel do protagonista Mario, cujo principal objetivo é recuperar sua ilha pessoal, Mario Land, das garras de seu ganancioso rival Wario. A jogabilidade constrói e se expande sobre a de seu antecessor com inovações realizadas a partir de Super Mario World.
Super Mario Land 2 recebeu aclamação da crítica após o lançamento e vendeu cerca de 11 milhões de cópias em todo o mundo, tornando-se um dos títulos mais bem sucedidos e mais bem avaliados no Game Boy. Os revisores enfatizaram que o jogo superou seu antecessor em todos os aspectos. Super Mario Land 2 marca a estreia de Wario, que se tornaria um personagem importante na série Super Mario como o anti-herói de vários jogos, sendo o primeiro a sequência deste jogo Wario Land: Super Mario Land 3. O título foi relançado para o Virtual Console do Nintendo 3DS na América do Norte em 29 de setembro de 2011.